# Walter Andreas Kirchner
Walter Andreas Kirchner (* 1941 in Periam (deutsch Perjamosch), Königreich Rumänien) ist ein deutscher Bildhauer, Maler und Grafiker.

## Leben und Werk
Walter Andreas Kirchner ist der Sohn eines Schuhmachermeisters und der Katharina Kirchner geb. Stefan, Tochter von Michael Stefan und Rosina Vogel aus Semlak. Sein Großvater war Geigen- und Instrumentenbauer.
In seiner Jugend schrieb Kirchner Gedichte und wollte eigentlich Schriftsteller werden. Nach seinem Abitur am Nikolaus Lenau Lyzeum in Timișoara wollte er Philologie studieren. Er betätigte sich auch als Hobby-Musiker. Nach der Entdeckung seines Talentes zur bildenden Kunst ließ er sich zwischen 1964 und 1967 an der Kunsthochschule von Timișoara zum Bildhauer ausbilden. Hier machte er sich auch mit der Malerei, dem freien und technischen Zeichnen und der Kalligraphie vertraut, nahm an Foto- und Filmkursen teil und erlernte die Techniken der Druckgrafik und der Glasmalerei.
Ab 1967 betätigte er sich für sieben Jahre als Kunsterzieher im Pionierhaus von Cisnădie in Siebenbürgen, zu dessen stellvertretenden Leiter er ernannt wurde. Die rumänischen Behörden verwehrten ihm jedoch ein Stipendium bei Fritz Wotruba in Wien sowie weitgehend die Möglichkeit, im Ausland auszustellen. Nachdem er einem Ausreiseantrag für sich und seine Familie gestellt hatte, wurde er entlassen. Er wartete sechs Jahre auf eine Ausreisegenehmigung und arbeitete derweil als Entwerfer in einem Industrieunternehmen in Timișoara. In Rumänien arbeitete Walter Andreas Kirchner zudem als Buchillustrator, so in den Bänden Märchen, Sagen, Schwänke, Kinderlieder, Kinderreime, Sprichwörter, Im Brennpunkt stehen sowie Pflastersteine. 1981 übersiedelte Kirchner nach Pforzheim. 1982 trat er in den Berufsverband bildender Künstler und 1985 in die Künstlergilde Esslingen ein.
Ab 1967 beschickte Kirchner zahlreiche Einzel- und Gruppenausstellungen mit seinen Skulpturen, Gemälden und Grafikbildern, darunter in Bukarest, Hermannstadt, Brașov, Arad, Cluj-Napoca und Iași. In Deutschland zeigte er seine Arbeiten in Düsseldorf, Heilbronn, Pforzheim, Baden-Baden, Oberwinter, Sindelfingen, Traben-Trarbach, Leinfelden-Echterdingen (Musberg), Weilburg, Bad Homburg vor der Höhe, Wiesbaden, Stuttgart, Dätzingen, Landshut, Herrenberg, Bad Nauheim, Karlsruhe, Mannheim und Nürnberg. Ausstellungen im Ausland fanden in Riga, Lido di Jesolo, Talence, Paris und Lugano statt. 1982 war Kirchner Preisträger der Internationalen Triennale für Bildhauerei in Talence, Frankreich. 1985 erhielt er den zweiten Preis des Salon des Nations im Centre International d’Art Contemporain von Paris. Zahlreiche Arbeiten des Künstlers wurden öffentlich und privat angekauft, darunter in Deutschland (inklusive der DDR), Österreich, Rumänien, Ungarn, Schweiz, Italien, Frankreich, Kanada, USA, Lanzarote, Spanien oder Japan. Öffentliche Arbeiten Kirchners sind in Cisnădie, Timișoara und Landshut zu sehen.